# Arsenal des Moskauer Kremls

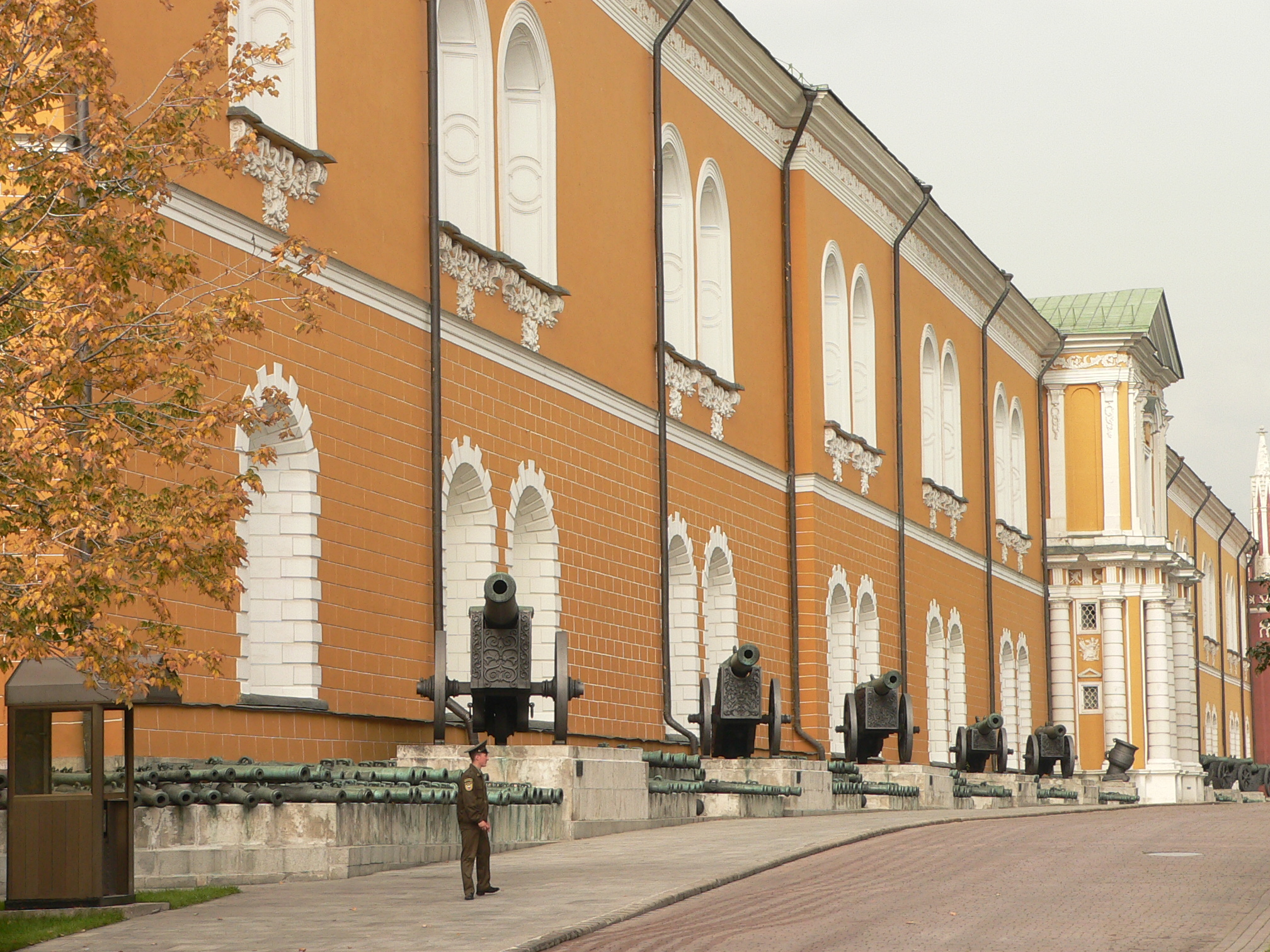
Ostfassade des Arsenals

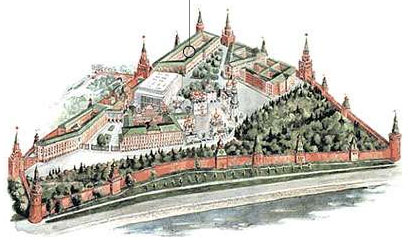
Lage im Kreml

Das Arsenal des Moskauer Kremls (russisch Арсенал Московского Кремля) ist ein ehemaliges Zeughaus in Moskau auf dem Gelände des Kremls. Es wurde im Jahre 1736 errichtet und musste in seiner Geschichte mehrmals wiederaufgebaut werden. Bis heute befindet sich das Gebäude in militärischer Nutzung.
Nicht zu verwechseln ist das Kremlarsenal mit der Rüstkammer des Moskauer Kremls, die einst ebenfalls als Waffenlager diente, heute jedoch ausschließlich als Museum genutzt wird.

## Lage
Das langgestreckte zweistöckige Gebäude mit einem annähernd trapezförmigen Umriss befindet sich im nördlichen Teil des Kremls und erstreckt sich dort entlang dem westlichen Abschnitt der Kremlmauer zwischen dem Dreifaltigkeitsturm und dem Arsenal-Eckturm. Die nördliche Seitenfassade des Gebäudes nimmt einen Teilabschnitt der östlichen Kremlmauer parallel dem Roten Platz, zwischen dem Arsenal-Eckturm und dem Nikolausturm, ein. Wer den Kreml über den Dreifaltigkeitsturm betritt, sieht das Arsenal, genauer gesagt dessen südliche Fassade, gleich linker Hand.
Das Arsenal beherbergt heute Diensträumlichkeiten der Kreml-Kommandantur sowie Kasernen des sogenannten Kremlregiments (auch als Hauptwachdienst des Russischen Präsidenten bekannt) des Geheimdienstes FSO. Aus diesem Grund kann es von Touristen nur von außen besichtigt werden. Dabei darf nur an die südliche Fassade näher herangegangen werden, während die längere östliche Fassade, wo sich auch der Eingang befindet, Teil der streng gesicherten Bannmeile rund um die Dienstbauten des Präsidenten ist und daher für die Öffentlichkeit verschlossen bleibt.

## Geschichte
Das Gebäude des Arsenals stammt aus dem 18. Jahrhundert und gehört damit zu den jüngeren Bestandteilen des vorwiegend spätmittelalterlichen und frühneuzeitlichen Kreml-Ensembles. Eine Besonderheit des Arsenalgebäudes ist unter anderem, dass es seinerzeit besonders lange gebaut wurde sowie mehrmals Zerstörungen davontrug.

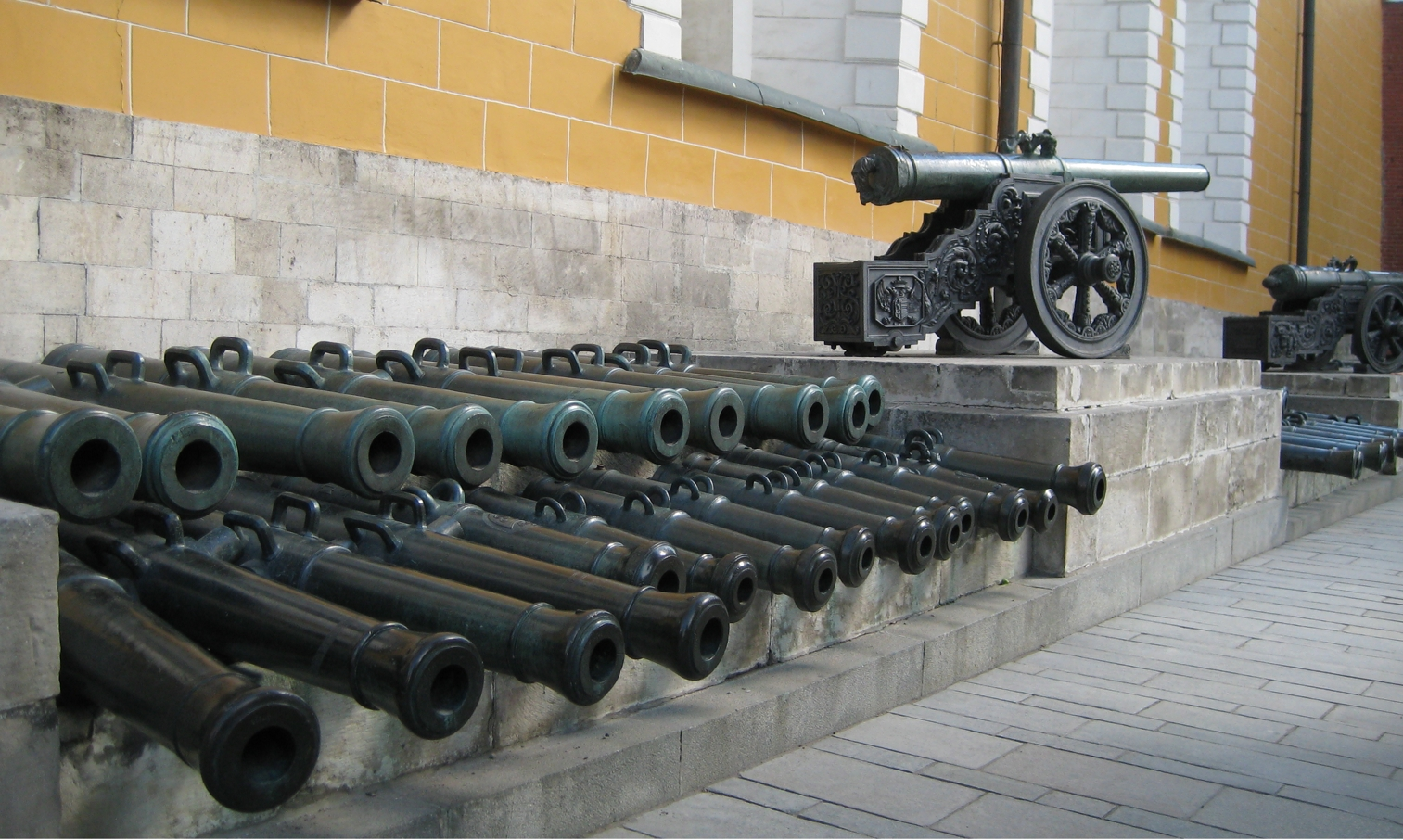
Historische Kanonen, ausgestellt an der Südfassade

Als sich im Juni 1701 auf dem ganzen Territorium des Moskauer Kremls ein verheerender Brand ereignete, wurde unter anderem eine Reihe privater Wirtschaftsbauten entlang der westlichen Festungsmauer komplett zerstört. Hierdurch ergab sich die Möglichkeit, auf dem freigewordenen Grundstück ein neues Gebäude zu errichten. Auf Initiative des damaligen Zaren Peter I. „des Großen“, der dann auch einen entsprechenden Erlass herausgab, sollte an der Stelle früherer Gutshöfe ein repräsentatives Gebäude entstehen, das für die Lagerung der Artilleriebestände der Festung, darunter auch von in Kriegen erbeuteten Waffen, genutzt werden sollte.
1702 wurde mit der Errichtung des neuen Arsenals nach dem Entwurf einer russischen Architektengruppe um den eher unbekannten Meister Dmitri Iwanow begonnen. Die Bauarbeiten gingen jedoch aufgrund technischer und finanzieller Schwierigkeiten nur langsam voran, bis sie schließlich 1706 nahezu komplett eingestellt wurden. Hauptgrund hierfür war die Tatsache, dass sich das Russische Zarentum gerade mitten im Großen Nordischen Krieg befand, der einen Großteil der verfügbaren Ressourcen band, dass aber auch ein beträchtlicher Teil des Materials und des Personals für den Aufbau der neu gegründeten Hauptstadt Sankt Petersburg benötigt wurde.

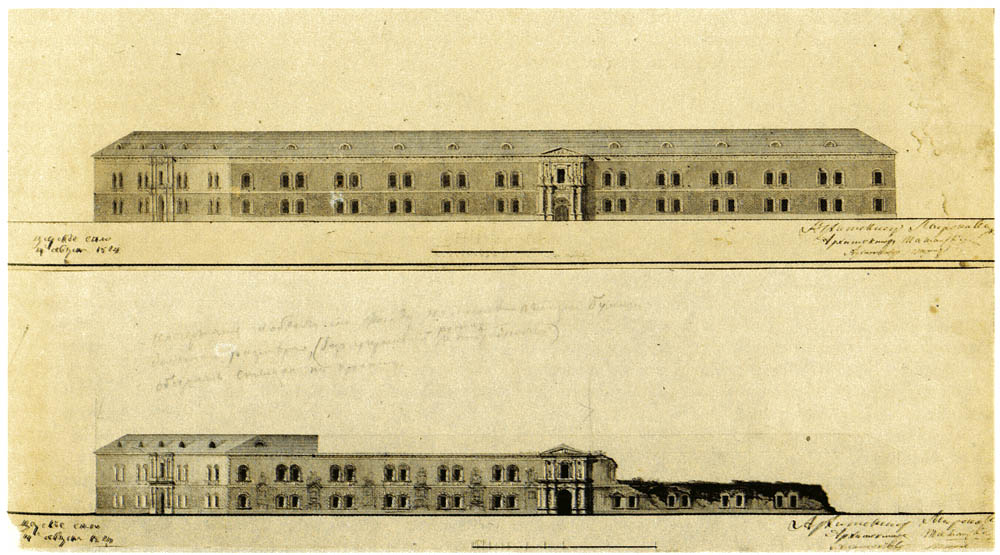
Projekt des Wiederaufbaus 1814 (unten das zerstörte Arsenalgebäude, oben der Entwurf)

In den nachfolgenden Jahrzehnten erfolgte der Weiterbau des Arsenals nur mit längeren Unterbrechungen, so dass erst 1731 die Grundmauern fertiggestellt werden konnten. 1736 wurde schließlich auch das gesamte Gebäude, nunmehr unter Leitung des deutschstämmigen Architekten Johann Jakob Schumacher (auch: Iwan Jakowlewitsch Schumacher), vollendet. Jedoch wurde es nur ein Jahr später, während einer erneuten Feuersbrunst (dem sogenannten Dreifaltigkeitsbrand im Mai 1737, bei dem auch die berühmte Zarenglocke zersprang), erheblich beschädigt, da vor allem die Holzkonstruktionen des Gebäudes unbrauchbar wurden. Die Wiederherstellung ließ erneut auf sich warten: die Arbeiten begannen erst zwei Jahrzehnte später und dauerten, wiederum mit aus verschiedenen Gründen auftretenden Unterbrechungen, bis in die 1790er-Jahre hinein. Von 1786 bis 1796 leitete der bekannte Moskauer Stadtbaumeister Matwei Kasakow die Arbeiten zur Wiederherstellung des Kremlarsenals. Das heutige Gebäude entspricht in seiner äußeren Gestalt weitgehend dem Zustand nach dem von Kasakow durchgeführten Wiederaufbau.
Einen erneuten Totalschaden erlitt das Arsenal während des Krieges gegen Napoleon im Jahre 1812, als es von den französischen Truppen, neben vielen anderen Bauwerken des Kremls, gesprengt wurde. Dabei brachen Teile der Nordfassade in sich zusammen, und auch der Rest des Gebäudes brannte bis auf die Grundmauern ab. Die erneute Wiederherstellung, diesmal unter Leitung des Architekten Joseph Bové, wurde 1814 im Rahmen des groß angelegten Wiederaufbaus der gesamten Stadt Moskau begonnen und 1828 abgeschlossen.
Im 19. Jahrhundert gab es Pläne, das wiedererrichtete Gebäude komplett als Militärmuseum zu nutzen. Hierfür wurden sämtliche im Krieg von 1812 erbeuteten Artilleriegeschütze dorthin gebracht. Große Teile davon stehen bis heute als Exponate entlang der Fassaden des Arsenals. Außerdem wurden Anfang des 20. Jahrhunderts, noch bevor das Militär ins Gebäude zog, rund 200.000 Einheiten verschiedenartiger historischer Waffen im Arsenal gelagert. Als im Jahre 1960 ein älteres Gebäude der Rüstkammer abgerissen wurde, um gleich gegenüber der Südfassade des Arsenals den Kongresspalast erbauen zu lassen, wurden etliche historische Kanonen von dort ebenfalls an das Arsenal verlegt.

## Architektur

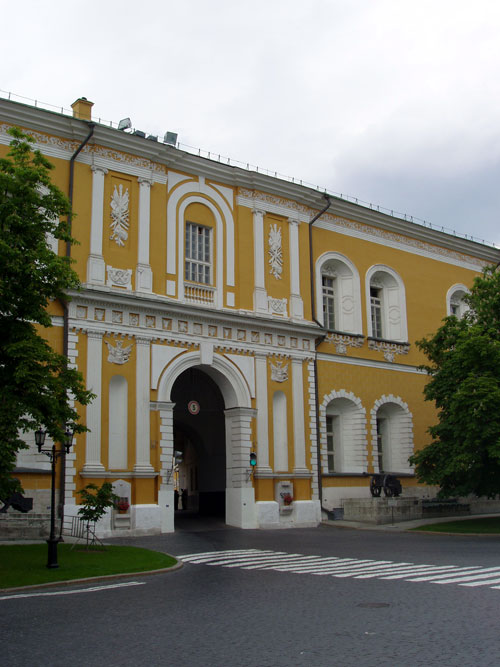
Portal an der Einfahrt zum Innenhof

Das Gebäude des Arsenals ist 24 Meter hoch und an seiner längsten Seite – der an die Kremlmauer angrenzenden Westfassade – rund 300 Meter lang. Es besteht aus dem eigentlichen Gebäude von der Form eines ausgedehnten Trapezes, das den geräumigen Innenhof des Arsenals komplett umschließt. Die aus Backstein bestehenden Grundmauern des Arsenalgebäudes sind im Vergleich zu ähnlichen Bauwerken des 18. Jahrhunderts ungewöhnlich dick, was aufgrund großflächiger Innenräumlichkeiten erforderlich war. Der gelbe Anstrich der Fassaden des Arsenals entspricht der Fassadenfarbe bei einer Reihe anderer markanter Kremlbauten (wie dem von Osten her angrenzenden Senatspalast), was die Zugehörigkeit des Gebäudes zum Ensemble des gesamten Kremls unterstreicht.
Architektonisch bemerkenswert am Arsenal sind vor allem die großen Bogenfenster an allen Fassaden, die an beiden Ebenen paarweise in Reihen angeordnet sind. Hier ist an der Tiefe der aus weißem Kalkstein hergestellten Fenstereinfassungen auch die Dicke der Grundmauern des Gebäudes zu erkennen, außerdem geben die Fenster dem ganzen Gebäude einen überaus monumentalen Charakter, der den militärischen Zweck des Bauwerkes leicht erahnen lässt. An der östlichen Fassade, direkt gegenüber dem Senatspalast, befindet sich auch eine der zwei Einfahrten zum Innenhof des Arsenals. Diese Einfahrt fällt mit einem mit barocken Ornamenten ausgeschmückten Bogenportal auf.
Die historische Nutzung des Kremlarsenals als Waffenlager unterstreichen vor allem die insgesamt über 800 historische Kanonen und andere Artilleriegeschütze, die entlang der Fassaden auf steinernem Sockel aufgestellt sind. Bei den meisten dieser Exemplare – unter denen Erzeugnisse u. a. aus Frankreich, Österreich, Preußen und Italien zu finden sind – handelt es sich um Trophäen des Krieges gegen Napoleon von 1812. Zusätzlich sind an der Südfassade rund 20 altrussische Geschütze aus dem 16. und 17. Jahrhundert ausgestellt, die hierher 1960 aus der Rüstkammer übertragen wurden. Darunter ist auch ein Werk des berühmten Gießermeisters Andrei Tschochow zu sehen, welcher auch die heute schräg gegenüber der Südfassade des Arsenals stehende Zarenkanone erschaffen hat.